# ريبوستس
ريبوستس (بالإنجليزية: Ripostes of Ezra Pound)‏ هي مجموعة مكونة من 25 قصيدة للشاعر الأمريكي عزرا باوند، أُرسلت إلى سويفت وشركاه في لندن في فبراير 1912، ونشرتها في أكتوبر من ذلك العام. نُشر في الولايات المتحدة في يوليو 1913 بواسطة سمول وماينارد وشركاه في بوسطن.
وتعد هي المجموعة الأولى من نوعها التي اتجه فيها باوند نحو اقتصاد اللغة والحركة التصويرية "الخيالية" ظهرت بشكل واضح واستخدمت لأول مرة كلمة "خيالي" في 25 قصيدة، منها "salve pontiffex التي ظهرت في A Lume Spento بالإضافة إلى ثمانية اخريات ظهرن في المجلات.
الكتاب يحتوي على تفسيرات للقصيدة الإنجليزية القديمة "The Seafarer".